# Проект «Acoustic Kitty»
«Acoustic Kitty» (с англ. — «Акустическая кошечка») — специальный проект Дирекции по науке и технике ЦРУ США, разработанный в 1960-х годах с целью использования кошек в шпионских миссиях для слежки за сотрудниками посольства СССР в США.

## Подготовка
Разработка проекта длилась 5 лет. В ходе операции длиной в один час, ветеринар имплантировал микрофон в ушной канал кошки, небольшой радиопередатчик в основание её черепа, и закрепил тонкую проволочную антенну в меху или на хвосте. Это позволило бы без подозрений записывать и передавать звук окружающей среды. Из-за проблем с отвлечением кошки от задания, её чувство голода должно было быть рассмотрено в другой операции. Расходы на хирургические операции и обучение, по некоторым данным, составили от 15 до 25 млн. долларов США.

## Испытание и закрытие проекта
Первой миссией кошки стала задача подслушать двух мужчин, севших на скамейку в парке за пределами посольства СССР на Висконсин-авеню в Вашингтоне. Кошка была выпущена рядом с объектами задания, но она почти сразу же была сбита и убита машиной такси. Однако, через несколько десятков лет, бывший директор Управления технической службы Роберт Уоллес в эпизоде «Weapons Of The Superspies» документального телесериала «The World’s Weirdest Weapons» сказал, что «оборудование было изъято из кошки; кошка была вновь сшита во второй раз, и прожила долгую и счастливую жизнь». Последующие тесты также не имели успеха. Проблема была в том, что кошка не является обучаемым животным и не имеет глубинного желания угодить хозяину. Вскоре после этого проект сочли неудачным и полным провалом, а в 1967 году полностью закрыли.

## Рассекречивание
Американская общественность узнала об этом проекте после рассекречивания сорока соответствующих документов в 2001 году в соответствии с Законом о свободе информации по запросу Джеффри Ричельсона, старшего научного сотрудника Архива национальной безопасности в Вашингтоне. Согласно отчету «Взгляды на обучение кошек» от марта 1967 года, «Acoustic Kitty» была признана «выдающимся научным достижением», но дальнейшее использование живых кошек как подслушивающих устройств «было бы непрактично». Бывший специальный помощник директора ЦРУ Виктор Маркетти в интервью «The Telegraph» сказал, что «Acoustic Kitty» была ужасным творением и чудовищем.

## Интересные факты
В 2014 году об этом проекте был снят короткометражный фильм «Acoustic Kitty».